# Elaphoglossum succisifolium
Elaphoglossum succisifolium är en träjonväxtart som först beskrevs av Thou., och fick sitt nu gällande namn av Moore. Elaphoglossum succisifolium ingår i släktet Elaphoglossum och familjen Dryopteridaceae. Inga underarter finns listade.